# Argyrolobium schimperianum
Argyrolobium schimperianum är en ärtväxtart som beskrevs av Achille Richard. Argyrolobium schimperianum ingår i släktet Argyrolobium och familjen ärtväxter. Inga underarter finns listade i Catalogue of Life.